# Grigórios Psarianós
Grigórios Psarianós (en grec moderne : Γρηγόριος Ψαριανός), né en 1954 à Athènes, est un homme politique grec.

## Biographie
Aux élections législatives grecques de janvier 2015, il est élu député au Parlement grec sur la liste de La Rivière dans la deuxième circonscription d'Athènes.